# Kościół św. Maksymiliana Kolbe w Młokiciach
Kościół św. Maksymiliana Kolbe – rzymskokatolicki kościół filialny w Młokiciu. Świątynia należy do parafii Oczyszczenia Najświętszej Maryi Panny w Bukowiu w dekanacie Oleśnica wschód, archidiecezji wrocławskiej. 